# فويتشخ ياروزلسكي
فويتشخ ياروزلسكي جنرال وسياسي بولندي ولد في كوروف في 6 يوليو 1923. وتوفي في 25 مايو 2014،
عمل سكرتيراً أولاً للحزب الشيوعي البولوني ثم رئيساً لجمهورية بولونيا الشعبية وهو آخر رئيس شيوعي لهذه الدولة.

## وصلات خارجية
- فويتشخ ياروزلسكي على موقع IMDb (الإنجليزية)
- فويتشخ ياروزلسكي على موقع الموسوعة البريطانية (الإنجليزية)
- فويتشخ ياروزلسكي على موقع مونزينجر (الألمانية)
- فويتشخ ياروزلسكي على موقع إن إن دي بي (الإنجليزية)
- فويتشخ ياروزلسكي على موقع ديسكوغز (الإنجليزية)

- Jaruzelski's official website
- Marek Jan Chodakiewicz (Dec. 12, 2006), The Jaruzelski Case: The Ascent of Agent 'Wolski', World Politics Review